# Калиновка (Ровненский район)
Калиновка (укр. Калинівка) — село в Корецкой городской общине Ровненского района Ровненской области Украины.
До 2020 года входило в Корецкий район.
Население по переписи 2001 года составляло 373 человека. Почтовый индекс — 34742. Телефонный код — 3651.